# Ortofoto

Ortografisk projektion och centralprojektion

Ortofoto är en geometriskt korrigerad flygbild.
En flygbild är en centralprojektion, det vill säga att alla objekt projiceras genom en tänkt mittpunkt. Om man fotograferar en plan markyta rakt uppifrån blir bilden geometriskt korrekt, men om det finns höjdskillnader såsom en liten kulle i ena bildkanten kommer föremålen som befinner sig på kullen att projiceras längre ut mot kanten, exempelvis kommer i flygbilden ett staket som går över kullen att se ut som om det går i en båge. Höjdskillnaden medför alltså en sidförskjutning, kallad radiell deplacering, av föremål i bilden.

## Framställning av ortofoton
För att skapa ett ortofoto behöver man känna till terrängens variation i höjdled, till exempel genom en höjddatabas, så att man kan omprojicera centralprojektionen till en ortogonalprojektion. Genom att föra ner alla höjder till ett nollplan tar man bort sidoförskjutningar i bilden. En ortogonal projektion uppstår. Resultatet av denna process är ett ortofoto.
Om byggnadshöjder finns i höjddatabasen kommer även hustak att placeras korrekt, men då husen döljer delar av terrängen genom en skuggverkan måste man klippa in saknade bilddelar från omgivande bilder som tagits med bildövertäckning eller överlappning vid flygfotograferingen. Produkten som skapas i detta fall kallas true orto.